# ابوطیب طبری
اَبوطیِّبِ طاهر بن عبدالله بن طاهر طبَری با کُنیهٔ ابوطیب (۹۵۹–۱۰۵۸م) قاضی، حقوقدان، فقیه شافعی، نویسنده و شاعر طبرستانی و قاضی شهر بغداد در روزگار خود بود. جواب فی السماع و الغناء که در کتابخانه رباط مراکش نگهداری می‌شود، التعلیقة الکبری فی الفروع که در کتابخانة توپکاپی استانبول نگهداری می‌شود و روضة المنتهی فی مولد الامام الشافعی که در کتابخانه آنکارا نگهداری می‌شود، از آثار اوست. 
ابوطیب بیش از ۱۰۰ سال زیست و سرانجام در بغداد درگذشت در مراسم تشییع وی بزرگان بغداد شرکت داشتند و پیکر وی در جانب غربی بغداد نزد مقبرة احمد بن حنبل در باب الحرب به خاک سپرده شد. ابوطیب در ادب نیز دستی داشت و مبادلات شعری وی با ابوالعلاء معری و نیز اشعار دیگری از او بر جای مانده‌است.

## شاگردان
- ابواسحاق شیرازی
- خطیب بغدادی
- ابن خطیب تبریزی
- ابوالولید باجی
- ابوعبدالله قزوینی